# Robert Podolski
Robert Podolski (ur. 11 kwietnia 1975) – polski kierowca wyścigowy.

## Biografia
Jest synem Wacława oraz młodszym bratem Rafała. Karierę rozpoczął w 1992 roku od rywalizacji w amatorskich zawodach Polskiego Fiata 126p. W 1993 roku zadebiutował Promotem w WSMP, zajmując jedenaste miejsce w klasyfikacji Formuły Easter. W sezonie 1994 zmienił pojazd na Estonię 25 i zajął w Polskiej Formule Easter czwarte miejsce na koniec sezonu. W sezonie 1996 zadebiutował w klasie E-2000, kończąc sezon na jedenastym miejscu. Rok 1997 zakończył na trzecim miejscu w klasie E-1600. W roku 2000, ścigając się Eufrą, zdobył cztery podia i zajął trzecie miejsce w Formule 3.
Uczestniczył również w GSMP, debiutując w 1993 roku. W latach 1994–1995 został mistrzem klasy E1. Rok później był trzeci w klasyfikacji generalnej GSMP oraz ponownie pierwszy w klasie E1. W sezonie 1997 był drugi w grupie E, ulegając jedynie bratu. Rok 1998 zakończył na trzecim miejscu w klasyfikacji generalnej.
W latach 2000–2002 okazjonalnie uczestniczył także w rajdach jako pilot, m.in. w Rajdzie Wisły, Rajdzie Rzeszowskim czy Rajdzie Krakowskim.

## Wyniki w Polskiej Formule 3
| Legenda oznaczeń w tabelach wyników Wyświetl szablon na nowej stronie | Legenda oznaczeń w tabelach wyników Wyświetl szablon na nowej stronie                                                                     |
| Oznaczenie                                                            | Wyjaśnienie |
| --------------------------------------------------------------------- | --- |
| Złoty                                                                 | Zwycięzca lub mistrzostwo |
| Srebrny                                                               | 2. miejsce lub wicemistrzostwo |
| Brązowy                                                               | 3. miejsce lub II wicemistrzostwo |
| Zielony                                                               | Ukończył, punktował (w klasyfikacji generalnej, gdy zdobył co najmniej jeden punkt na przestrzeni sezonu, poza trzema powyższymi opcjami) |
| Niebieski                                                             | Ukończył, nie punktował (w klasyfikacji generalnej, gdy nie zdobył co najmniej jednego punktu na przestrzeni sezonu)                      |
| Czerwony                                                              | Nie zakwalifikował się (NZ) |
| Czerwony                                                              | Nie prekwalifikował się (NPK) |
| Różowy                                                                | Nie ukończył (NU) |
| Różowy                                                                | Niesklasyfikowany (NS) (w klasyfikacji generalnej, gdy nie został sklasyfikowany w żadnym wyścigu sezonu)                                 |
| Czarny                                                                | Zdyskwalifikowany (DK) |
| Czarny                                                                | Wykluczony (WYK/EX) |
| Biały                                                                 | Nie wystartował (NW) |
| Biały                                                                 | Kontuzjowany (K/INJ) |
| Biały                                                                 | Wyścig odwołany (OD/C) |
| Bez koloru                                                            | Został wycofany (WYC/WD) |
| Bez koloru                                                            | Nie przybył (NP/DNA) |
| Bez koloru                                                            | Nie brał udziału w treningach (NT/DNP) |
| Bez koloru                                                            | Nie został zgłoszony (–) |
| Pogrubienie                                                           | Start z pole position |
| Kursywa                                                               | Najszybsze okrążenie wyścigu |
| †                                                                     | Nie ukończył, ale jego rezultat został zaliczony ze względu na przejechanie więcej niż 90% dystansu wyścigu.                              |
| *                                                                     | Sezon w trakcie |
| 1/2/3                                                                 | Punktowana pozycja w sprincie kwalifikacyjnym                                                                                             |
| Lista systemów punktacji Formuły 1                                    | |

| Rok  | Zespół                 | Samochód   | Silnik | Wyniki w poszczególnych eliminacjach | Wyniki w poszczególnych eliminacjach | Wyniki w poszczególnych eliminacjach | Wyniki w poszczególnych eliminacjach | Wyniki w poszczególnych eliminacjach | Wyniki w poszczególnych eliminacjach | Wyniki w poszczególnych eliminacjach | Wyniki w poszczególnych eliminacjach | Wyniki w poszczególnych eliminacjach | Wyniki w poszczególnych eliminacjach | Pkt. | Msc. |
| ---- | ---------------------- | ---------- | ------ | ------------------------------------ | ------------------------------------ | ------------------------------------ | ------------------------------------ | ------------------------------------ | ------------------------------------ | ------------------------------------ | ------------------------------------ | ------------------------------------ | ------------------------------------ | ---- | ---- |
| 1996 |                        |            |        | Polska                               | Polska                               | Polska                               | Polska                               | Polska                               | Polska                               |                                      |                                      |                                      |                                      | 18   | 11   |
| 1996 | Automobilklub Kielecki | Estonia 25 | Łada   | -                                    | 5                                    | -                                    | -                                    | -                                    | 5                                    |                                      |                                      |                                      |                                      | 18   | 11   |
| 1998 |                        |            |        | Polska                               | Polska                               | Polska                               | Polska                               | Polska                               | Polska                               | Polska                               | Polska                               | Polska                               | Polska                               | 61   | 14   |
| 1998 | Automobilklub Kielecki | Eufra 391  | Mugen  | 3                                    | NU                                   | NU                                   | NU                                   | 6                                    | 4                                    | -                                    | -                                    | -                                    | -                                    | 61   | 14   |
| 1999 |                        |            |        | Polska                               | Polska                               | Polska                               | Polska                               | Polska                               | Polska                               | Polska                               |                                      |                                      |                                      | 4    | 8    |
| 1999 | Automobilklub Kielecki | Eufra 391  | Mugen  | 7                                    | 7                                    | 6                                    | 5                                    | -                                    | -                                    | -                                    |                                      |                                      |                                      | 4    | 8    |
| 1999 | Automobilklub Kielecki | Estonia 25 | Łada   | -                                    | -                                    | -                                    | -                                    | 6                                    | 10                                   | -                                    |                                      |                                      |                                      | 4    | 8    |
| 2000 |                        |            |        | Polska                               | Polska                               | Polska                               | Polska                               | Polska                               | Polska                               | Polska                               |                                      |                                      |                                      | 87   | 3    |
| 2000 | Automobilklub Kielecki | Eufra 391  | Mugen  | 2                                    | 3                                    | 3                                    | 5                                    | 4                                    | 4                                    | -                                    |                                      |                                      |                                      | 87   | 3    |
| 2001 |                        |            |        | Polska                               | Polska                               | Polska                               | Polska                               | Polska                               | Polska                               | Polska                               |                                      |                                      |                                      | 17   | 8    |
| 2001 | Automobilklub Kielecki | Eufra 391  | Mugen  | -                                    | -                                    | -                                    | ?                                    | ?                                    | ?                                    | ?                                    |                                      |                                      |                                      | 17   | 8    |
| 2002 |                        |            |        | Polska                               | Polska                               | Polska                               | Polska                               | Polska                               | Polska                               |                                      |                                      |                                      |                                      | 56   | 7    |
| 2002 | Automobilklub Kielecki | Eufra 391  | Mugen  | -                                    | -                                    | -                                    | 4                                    | 2                                    | -                                    |                                      |                                      |                                      |                                      | 56   | 7    |